# Калијум-јодид
Калијум-јодид (молекулска формула -  ) је неорганско хемијско једињење које гради безбојне кристале лако растворљиве у води.
Калијум-јодид је просто хемијско једињење које се састоји од два јона K+ и -.
Из њега се лако добија јод помоћу оксидационог средства нпр. хлора (ово је и принцип на коме се заснивају све доказне реакције које употребљавају калијум-јодид-скробну хартију као индикатор):
Калијум-јодид се може (између осталог) добити реакцијом:
Његова температура топљења је 680 ° а температура кључања 1330 °
У воденом раствору калијум-јодида раствара се јод. Користи се у органским синтезама, у медицини, у хемијској анализи, у фотографији, мале количине се додају и кухињској соли ради обогаћивања јодом (који је есенцијалан макроелемент).